# كاربن
كاربن (بالألمانية: Karben) هي بلدة، مدينة و بلدة ألمانية تقع في ألمانيا في Wetteraukreis.

## المدن التوأمة
مدينة Krnov هي مدينة توأمة لـكاربن.